# Mejdal Kirke
Mejdal Kirke er en kirke beliggende i Mejdal, som er en forstad til Holstebro. Byggeriet af kirken begyndte i september 1980 og kirken blev indviet d. 4. april 1982. Kirken er tegnet af Holger Jensen.

## Eksterne kilder og henvisninger
1. 1 2  "Mejdal Kirke: Om Mejdal kirke". Arkiveret fra originalen 12. august 2013. Hentet 13. september 2010.
2. ↑  "Mejdal Kirke: Kontakt Kirken". Arkiveret fra originalen 12. august 2013. Hentet 13. september 2010.

- Mejdal Kirke hos KortTilKirken.dk